# Mesosemia halmus
Mesosemia halmus är en fjärilsart som beskrevs av Doubleday 1847. Mesosemia halmus ingår i släktet Mesosemia och familjen Riodinidae. Inga underarter finns listade i Catalogue of Life.